# Junay
Junay est une commune française située dans le département de l'Yonne en région Bourgogne-Franche-Comté.

## Géographie

### Climat
Pour des articles plus généraux, voir Climat de la Bourgogne-Franche-Comté et Climat de l'Yonne.
En 2010, le climat de la commune est de type climat océanique dégradé des plaines du Centre et du Nord, selon une étude du Centre national de la recherche scientifique s'appuyant sur une série de données couvrant la période 1971-2000. En 2020, Météo-France publie une typologie des climats de la France métropolitaine dans laquelle la commune est exposée à un climat océanique altéré et est dans la région climatique  Lorraine, plateau de Langres, Morvan, caractérisée par un hiver rude (1,5 °C), des vents modérés et des brouillards fréquents en automne et hiver. 
Pour la période 1971-2000, la température annuelle moyenne est de 10,4 °C, avec une amplitude thermique annuelle de 15,8 °C. Le cumul annuel moyen de précipitations est de 757 mm, avec 11,6 jours de précipitations en janvier et 7,7 jours en juillet. Pour la période 1991-2020, la température moyenne annuelle observée sur la station météorologique de Météo-France la plus proche, « Tonnerre Joudre », sur la commune de Tonnerre à 3 km à vol d'oiseau, est de 11,6 °C et le cumul annuel moyen de précipitations est de 742,9 mm. 
La température maximale relevée sur cette station est de 41,2 °C, atteinte le 25 juillet 2019 ; la température minimale est de −16,6 °C, atteinte le 20 décembre 2009,,. 
Les paramètres climatiques de la commune ont été estimés pour le milieu du siècle (2041-2070) selon différents scénarios d'émission de gaz à effet de serre à partir des nouvelles projections climatiques de référence DRIAS-2020. Ils sont consultables sur un site dédié publié par Météo-France en novembre 2022.

## Urbanisme

### Typologie
Au 1er janvier 2024, Junay est catégorisée commune rurale à habitat dispersé, selon la nouvelle grille communale de densité à sept niveaux définie par l'Insee en 2022.
Elle est située hors unité urbaine. Par ailleurs la commune fait partie de l'aire d'attraction de Tonnerre, dont elle est une commune de la couronne,. Cette aire, qui regroupe 38 communes, est catégorisée dans les aires de moins de 50 000 habitants,.

### Occupation des sols
L'occupation des sols de la commune, telle qu'elle ressort de la base de données européenne d’occupation biophysique des sols Corine Land Cover (CLC), est marquée par l'importance des territoires agricoles (53,3 % en 2018), une proportion sensiblement équivalente à celle de 1990 (53,1 %). La répartition détaillée en 2018 est la suivante : 
forêts (46,4 %), terres arables (42,8 %), prairies (10,5 %), zones urbanisées (0,2 %). L'évolution de l’occupation des sols de la commune et de ses infrastructures peut être observée sur les différentes représentations cartographiques du territoire : la carte de Cassini (XVIIIe siècle), la carte d'état-major (1820-1866) et les cartes ou photos aériennes de l'IGN pour la période actuelle (1950 à aujourd'hui).

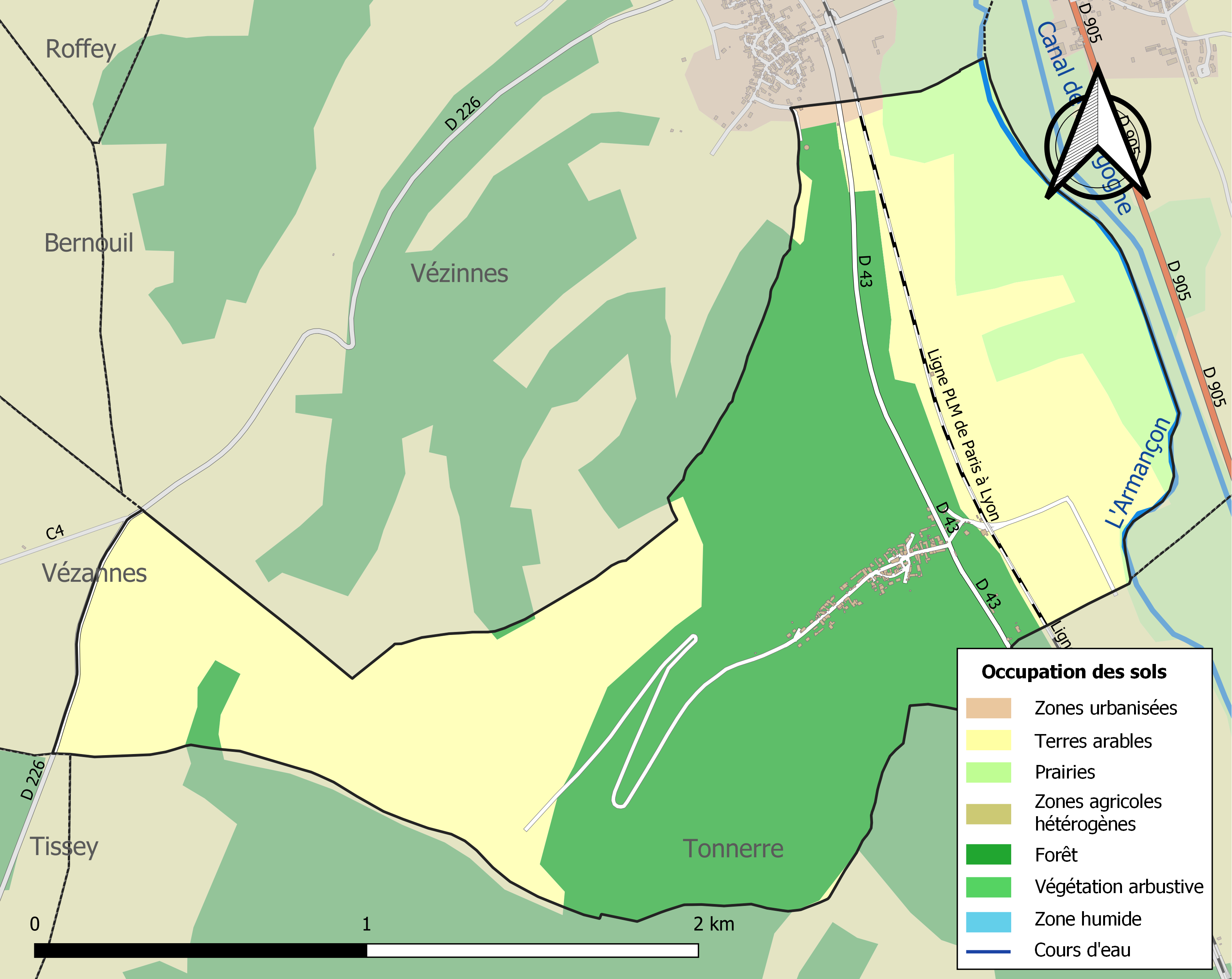
Carte des infrastructures et de l'occupation des sols de la commune en 2018 (CLC).

## Toponymie
Le nom de Junay viendrait du nom de Junius.

## Politique et administration
| Période | Période | Identité                     | Étiquette | Qualité |
| ------- | ------- | ---------------------------- | --------- | ------- |
| 1896    | 1912    | Eugène Alexandre MICHECOPPIN |           |         |
| 1912    | 1919    | Léon GUIDET                  |           |         |
| 1919    | 1925    | Victor DELINOTTE             |           |         |
| 1925    | 1939    | Charles MICHECOPPIN          |           |         |
| 1944    | 1947    | Gaston LANGIN                |           |         |
| 1947    | 1954    | Georges LANGIN               |           |         |
| 1954    | 1959    | André CARBILLET              |           |         |
| 1959    | 1977    | Albert DROGLAND              |           |         |
| 1977    | 1983    | Émile CARBILLET              |           |         |
| 1983    | 1989    | René KAHN                    |           |         |
| 1989    | 1991    | Bernard CYGLER               |           |         |
| 1991    | 1999    | Monique JUNOT                |           |         |
| 1999    |         | M. Dominique PROT            |           |         |

## Démographie
L'évolution du nombre d'habitants est connue à travers les recensements de la population effectués dans la commune depuis 1793. Pour les communes de moins de 10 000 habitants, une enquête de recensement portant sur toute la population est réalisée tous les cinq ans, les populations de référence des années intermédiaires étant quant à elles estimées par interpolation ou extrapolation. Pour la commune, le premier recensement exhaustif entrant dans le cadre du nouveau dispositif a été réalisé en 2008.

En 2022, la commune comptait 64 habitants, en évolution de −22,89 % par rapport à 2016 (Yonne : −1,95 %, France hors Mayotte : +2,11 %).
| 1793 | 1800 | 1806 | 1821 | 1831 | 1836 | 1841 | 1846 | 1851 |
| ---- | ---- | ---- | ---- | ---- | ---- | ---- | ---- | ---- |
| 226  | 229  | 208  | 215  | 198  | 173  | 181  | 185  | 205  |

| 1856 | 1861 | 1866 | 1872 | 1876 | 1881 | 1886 | 1891 | 1896 |
| ---- | ---- | ---- | ---- | ---- | ---- | ---- | ---- | ---- |
| 188  | 194  | 189  | 183  | 186  | 188  | 185  | 186  | 183  |

| 1901 | 1906 | 1911 | 1921 | 1926 | 1931 | 1936 | 1946 | 1954 |
| ---- | ---- | ---- | ---- | ---- | ---- | ---- | ---- | ---- |
| 179  | 162  | 170  | 138  | 147  | 134  | 126  | 144  | 122  |

| 1962 | 1968 | 1975 | 1982 | 1990 | 1999 | 2006 | 2008 | 2013 |
| ---- | ---- | ---- | ---- | ---- | ---- | ---- | ---- | ---- |
| 121  | 135  | 117  | 124  | 135  | 127  | 108  | 102  | 93   |

| 2018 | 2022 | - | - | - | - | - | - | - |
| ---- | ---- | - | - | - | - | - | - | - |
| 68   | 64   | - | - | - | - | - | - | - |

## Lieux et monuments

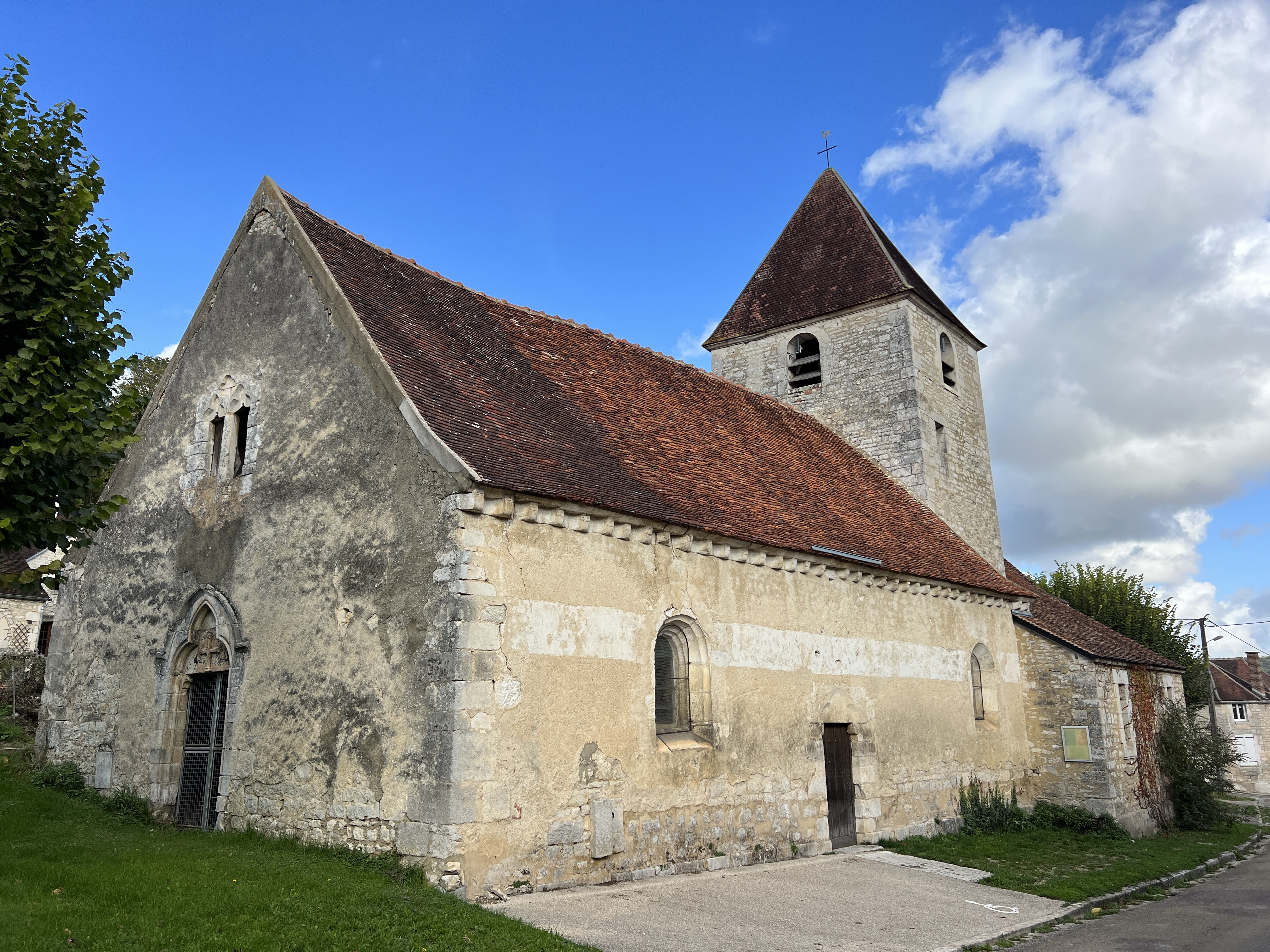
Église Saint-Didier.

- Église Saint-Didier de Junay

## Personnalités liées à la commune
Au XVIIe siècle, Junay accueillit le propriétaire Nicolas Boileau, poète et écrivain. Il aimait le bon vin et jugeait que la meilleure façon d'être bien servie était de boire une bonne bouteille d'origine garantie, en achetant un vignoble renommé. Il acquit une vigne en Vaut Morillon. À la suite des déboires de son propriétaire, elle fut vendue le 7 décembre 1688.
- François Varenne né le 26 juillet 1926 à Junay. Joueur de rugby à XV. Finaliste du championnat de France de rugby à XV en 1950 avec le Racing Club de France. Une sélection en équipe de France en 1952. Deuxième ligne (1,87 m - 96 kg).

## Pour approfondir